# Траянова дорога

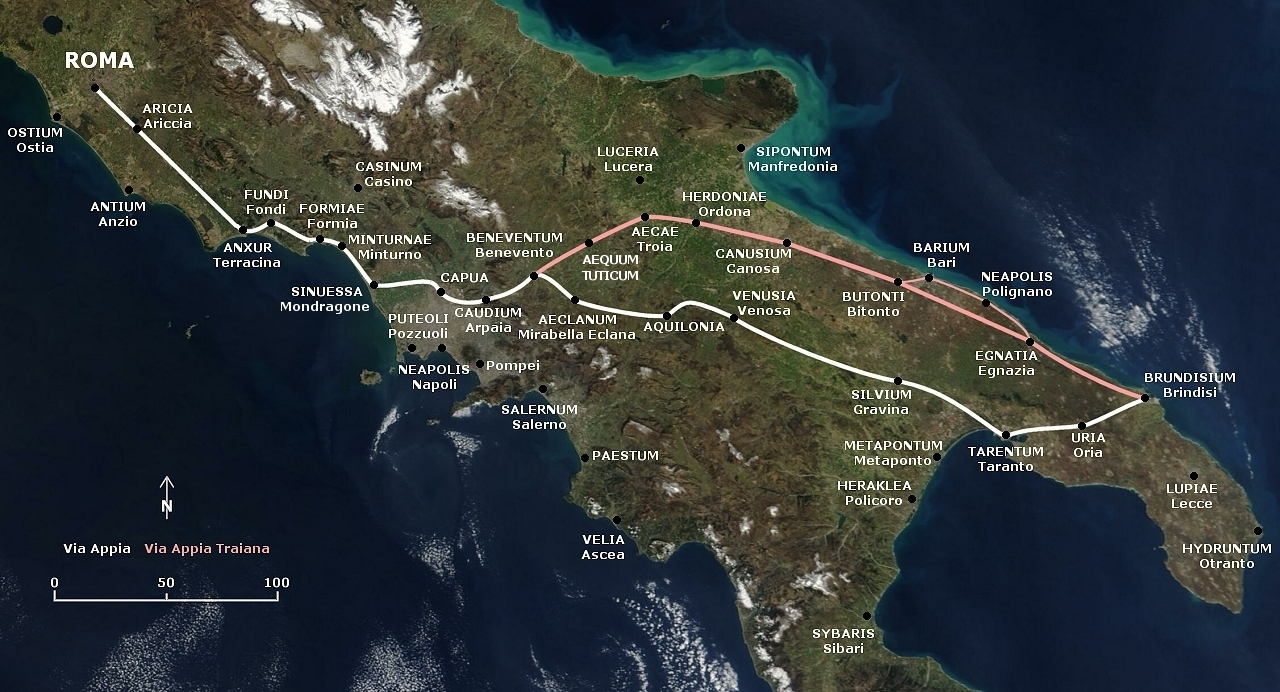
План Аппиевой и Траяновой дорог

Траянова дорога (лат. Via Traiana) — римская дорога, построенная императором Траяном.
Дорога была проложена в 109 году, как более короткий путь, по сравнению с Аппиевой дорогой, из Беневента в Бриндизи. Построенная на личные средства императора, дорога сокращала время в пути от Рима до порта Бриндизи на 2—3 дня.
Мильный камень, найденный вблизи Cannae (сегодня Барлетта), сообщает о постройке дороги:
LXXXIX (milia passuum Romam) 
Imp(erator) Caesar 
divi Nervae f(ilius) 
Nerva Traianus 
Aug(ustus) Germ(anicus)Dacic(us) 
pont(ifex) max(imus), tr(ibunicia) pot(estate) 
XIII, imp(erator) VI, co(n)s(ul) V, 
p(ater) p(atriae) 
viam a Benevento 
Brundisium pecun(ia) 
sua fecit.
В начале Траяновой дороги (в Беневенте) в 114—117 гг. была установлена массивная триумфальная арка в честь императора.